# Videmala
Videmala is een gemeente in de Spaanse provincie Zamora in de regio Castilië en León met een oppervlakte van 25,87 km². Videmala telt 172 inwoners (1 januari 2016).

## Demografische ontwikkeling
Bron: INE, 1857-2011: volkstellingen